# Michal Kadlec
Michal Kadlec (Vyškov, Csehszlovákia, 1984. december 13. –) cseh válogatott labdarúgó, aki jelenleg a Slováckó hátvédje. 
A cseh válogatott tagjaként ott volt a 2012-es Európa-bajnokságon. Édesapja, Miroslav Kadlec csehszlovák válogatott labdarúgó.

## Pályafutása

### Klubcsapatokban
Kadlec gyermekkora jelentős részét Németországban töltötte, itt is kezdett el futballozni. 1991-ben került az SV Alsenborn ifiakadémiájára, majd két évvel később az 1. FC Kaiserslauternhez került. 1998-ban visszatért Csehországba, és az Slováckónál kezdett el edzeni. 2001-ben profi szerződést kapott a klubtól, az első csapatban egy Baník Ostrava elleni meccsen debütált.
2005-ben a Sparta Prahához igazolt, ahol két bajnoki címet és két kupát nyert. Ott figyelt fel rá a Bayer Leverkusen, a németek 2008-ban le is igazolták.
2013. június 14-én aláírt a török Fenerbahçe csapatához 3 évre, akik 4,5 millió eurót fizettek érte. Alapembere volt a 2013–14-es szezonban bajnoki címet nyerő alakulatnak.
2016-ra visszatért hazájába korábbi klubjához, a Sparta Prahához. 2018 óta nevelőegyesületét, a Slováckót erősíti.

### A válogatottban
Kadlec 2007. november 17-én, Szlovákia ellen debütált a cseh válogatottban. A 3–1-re megnyert találkozón öngólt vétett. Első gólját 2008. május 30-án, Skócia ellen szerezte. Részt vett a 2012-es Európa-bajnokságon, ahol a lengyelek elleni csoportmeccsen hatalmasat mentett a gólvonalról, ezzel hozzájárulva a csehek továbbjutásához.

## Statisztikái

### Klubcsapatokban
| Klub             | Szezon           | Liga             | Liga  | Liga | Kupa  | Kupa | Nemzetközi | Nemzetközi | Egyéb | Egyéb | Összesen | Összesen |
| Klub             | Szezon           | Bajnokság        | Mérk. | Gól  | Mérk. | Gól  | Mérk.      | Gól        | Mérk. | Gól   | Mérk.    | Gól      |
| ---------------- | ---------------- | ---------------- | ----- | ---- | ----- | ---- | ---------- | ---------- | ----- | ----- | -------- | -------- |
| Slovácko         | 2001–02          | Fortuna liga     | 1     | 0    | 0     | 0    | —          | —          | —     | —     | 1        | 0        |
| Slovácko         | 2002–03          | Fortuna liga     | 3     | 0    | 0     | 0    | —          | —          | —     | —     | 3        | 0        |
| Slovácko         | 2003–04          | Fortuna liga     | 15    | 1    | 0     | 0    | 1          | 0          | —     | —     | 16       | 1        |
| Slovácko         | 2004–05          | Fortuna liga     | 15    | 0    | 0     | 0    | —          | —          | —     | —     | 15       | 0        |
| Slovácko         | Összesen         | Összesen         | 34    | 1    | 0     | 0    | 1          | 0          | —     | —     | 35       | 1        |
| Sparta Praha     | 2004–05          | Fortuna liga     | 10    | 1    | 0     | 0    | —          | —          | —     | —     | 10       | 1        |
| Sparta Praha     | 2005–06          | Fortuna liga     | 29    | 0    | 0     | 0    | 6          | 0          | —     | —     | 35       | 0        |
| Sparta Praha     | 2006–07          | Fortuna liga     | 22    | 0    | 0     | 0    | 6          | 0          | —     | —     | 28       | 0        |
| Sparta Praha     | 2007–08          | Fortuna liga     | 29    | 3    | 1     | 0    | 8          | 0          | —     | —     | 38       | 3        |
| Sparta Praha     | 2008–09          | Fortuna liga     | 4     | 3    | —     | —    | 4          | 0          | —     | —     | 8        | 3        |
| Sparta Praha     | Összesen         | Összesen         | 94    | 7    | 1     | 0    | 24         | 0          | —     | —     | 119      | 7        |
| Bayer Leverkusen | 2008–09          | Bundesliga       | 30    | 3    | 5     | 2    | —          | —          | —     | —     | 35       | 5        |
| Bayer Leverkusen | 2009–10          | Bundesliga       | 23    | 1    | 1     | 0    | —          | —          | —     | —     | 24       | 1        |
| Bayer Leverkusen | 2010–11          | Bundesliga       | 32    | 2    | 2     | 0    | 9          | 3          | —     | —     | 43       | 5        |
| Bayer Leverkusen | 2011–12          | Bundesliga       | 29    | 1    | 1     | 0    | 8          | 1          | —     | —     | 38       | 2        |
| Bayer Leverkusen | 2012–13          | Bundesliga       | 14    | 1    | 1     | 0    | 3          | 0          | —     | —     | 18       | 1        |
| Bayer Leverkusen | Összesen         | Összesen         | 128   | 8    | 10    | 2    | 20         | 4          | —     | —     | 158      | 14       |
| Fenerbahçe       | 2013–14          | Süper Lig        | 9     | 2    | 1     | 0    | 3          | 0          | 1     | 0     | 14       | 2        |
| Fenerbahçe       | 2014–15          | Süper Lig        | 12    | 1    | 10    | 1    | —          | —          | 1     | 0     | 23       | 2        |
| Fenerbahçe       | 2015–16          | Süper Lig        | 10    | 0    | 11    | 0    | 5          | 0          | —     | —     | 26       | 0        |
| Fenerbahçe       | Összesen         | Összesen         | 31    | 3    | 22    | 1    | 8          | 0          | 2     | 0     | 63       | 4        |
| Sparta Praha     | 2016–17          | Fortuna liga     | 28    | 3    | 1     | 0    | 12         | 0          | —     | —     | 41       | 3        |
| Sparta Praha     | 2017–18          | Fortuna liga     | 8     | 0    | 1     | 0    | 1          | 0          | —     | —     | 10       | 0        |
| Sparta Praha     | Összesen         | Összesen         | 36    | 3    | 2     | 0    | 13         | 0          | —     | —     | 51       | 3        |
| Slovácko         | 2018–19          | Fortuna liga     | 14    | 0    | 0     | 0    | —          | —          | —     | —     | 14       | 0        |
| Slovácko         | 2019–20          | Fortuna liga     | 23    | 0    | 2     | 0    | —          | —          | —     | —     | 25       | 0        |
| Slovácko         | Összesen         | Összesen         | 37    | 0    | 2     | 0    | —          | —          | —     | —     | 39       | 0        |
| Karrier összesen | Karrier összesen | Karrier összesen | 360   | 22   | 37    | 3    | 66         | 4          | 2     | 0     | 465      | 29       |

## Sikerei, díjai

### Klubcsapatokban
Sparta Praha
- Cseh bajnok: 2004–05, 2006–07
- Cseh kupa: 2006, 2007

Bayer Leverkusen
- Német bajnoki ezüstérmes: 2010–11

Fenerbahçe
- Török bajnok: 2013–14
- Török szuperkupa: 2014[13]

## Fordítás
- Ez a szócikk részben vagy egészben  a   Michal Kadlec című angol Wikipédia-szócikk fordításán alapul.  Az eredeti cikk szerkesztőit annak laptörténete sorolja fel. Ez a jelzés csupán a megfogalmazás eredetét és a szerzői jogokat jelzi, nem szolgál a cikkben szereplő információk forrásmegjelöléseként.